# Championnats d'Afrique de lutte
Les championnats d'Afrique de lutte sont une compétition de lutte libre et gréco-romaine opposant les lutteurs du continent africain. Les premiers championnats ont lieu en 1969, et les épreuves féminines sont ajoutées en 1996. Ces championnats se déroulent actuellement tous les ans. 

## Éditions
| N° | Année | Ville                  | Pays                     | Dates                      |
| -- | ----- | ---------------------- | ------------------------ | -------------------------- |
| 01 | 1969  | Casablanca             | Maroc                    | juillet 1969               |
| 02 | 1971  | Alexandrie             | Égypte                   | janvier 1971               |
| 03 | 1981  | Nabeul                 | Tunisie                  | 5 - 13 juin 1981           |
| 04 | 1982  | Casablanca             | Maroc                    | 26 juillet - 1er août 1982 |
| 05 | 1984  | Alexandrie             | Égypte                   | 11 - 16 mai 1984           |
| 06 | 1985  | Casablanca             | Maroc                    | 1985                       |
| 07 | 1988  | Tunis                  | Tunisie                  | mai 1988                   |
| 08 | 1989  | Le Caire               | Égypte                   | 1989                       |
| 09 | 1990  | Casablanca             | Maroc                    | 21–23 juin 1990            |
| 10 | 1992  | Safi                   | Maroc                    | avril 1992                 |
| 11 | 1993  | Pretoria               | Afrique du Sud           | 1993                       |
| 12 | 1994  | Le Caire               | Égypte                   | avril 1994                 |
| 13 | 1996  | Tunis                  | Tunisie                  | 6-14 avril 1996            |
| 14 | 1997  | Casablanca             | Maroc                    | 7–10 mai 1997              |
| 15 | 1998  | Le Caire               | Égypte                   | 23–26 avril 1998           |
| 16 | 2000  | Tunis[réf. nécessaire] | Tunisie[réf. nécessaire] | 26–29 mai 2000             |
| 17 | 2001  | El Jadida              | Maroc                    | mai 2001                   |
| 18 | 2002  | Le Caire               | Égypte                   | mai 2002                   |
| 19 | 2003  | Le Caire               | Égypte                   | 17–19 mai 2003             |
| 20 | 2004  | Le Caire               | Égypte                   | mai 2004                   |
| 21 | 2005  | Casablanca             | Maroc                    | 12–15 mai 2005             |
| 22 | 2006  | Pretoria               | Afrique du Sud           | mai 2006                   |
| 23 | 2007  | Le Caire               | Égypte                   | mai 2007                   |
| 24 | 2008  | Tunis                  | Tunisie                  | 7–8 mars 2008              |
| 25 | 2009  | Casablanca             | Maroc                    | 15–17 mai 2009             |
| 26 | 2010  | Le Caire               | Égypte                   | 26–29 juin 2010            |
| 27 | 2011  | Dakar                  | Sénégal                  | 29–31 mai 2011             |
| 28 | 2012  | Marrakech              | Maroc                    | 12–14 mars 2012            |
| 29 | 2013  | N'Djaména              | Tchad                    | 30 avril – 5 mai 2013      |
| 30 | 2014  | Tunis                  | Tunisie                  | 28–30 mars 2014            |
| 31 | 2015  | Alexandrie             | Égypte                   | mai 2015                   |
| 32 | 2016  | Alexandrie             | Égypte                   | 2–7 mars 2016              |
| 33 | 2017  | Marrakech              | Maroc                    | 26–30 avril 2017           |
| 34 | 2018  | Port Harcourt          | Nigeria                  | 7–11 février 2018          |
| 35 | 2019  | Hammamet               | Tunisie                  | 29–31 mars 2019            |
| 36 | 2020  | Alger                  | Algérie                  | 4–9 février 2020           |
| 37 | 2022  | El Jadida              | Maroc                    | 17–22 mai 2022             |
| 38 | 2023  | Hammamet               | Tunisie                  | 15–20 mai 2023             |
| 39 | 2024  | Alexandrie             | Égypte                   | 14–19 mars 2024            |
| 40 | 2025  | Casablanca             | Maroc                    | 29 avril–4 mai 2025        |

| N° | Année | Ville         | Pays       | Dates                 |
| -- | ----- | ------------- | ---------- | --------------------- |
| 01 | 2006  | Alger         | Algérie    | mai 2006              |
| 02 | 2007  | Tunis         | Tunisie    | mai 2007              |
| 03 | 2008  | Tunis         | Tunisie    | 7–8 mars 2008         |
| 04 | 2009  | Tipaza        | Algérie    | 15–17 mai 2009        |
| 05 | 2010  | Le Caire      | Égypte     | 26–29 juin 2010       |
| 06 | 2011  | Staoueli      | Algérie    | 29–31 mai 2011        |
| 07 | 2012  | Antananarivo  | Madagascar | 12–14 mars 2012       |
| 08 | 2013  | N'Djamena     | Tchad      | 30 avril – 5 mai 2013 |
| 09 | 2014  | Alexandrie    | Égypte     | 28–30 mars 2014       |
| 10 | 2015  | Alexandrie    | Égypte     | mai 2015              |
| 11 | 2016  | Alger         | Algérie    | 4–6 mars 2016         |
| 12 | 2017  | Marrakech     | Maroc      | 26–30 avril 2017      |
| 13 | 2018  | Port Harcourt | Nigeria    | 7–11 avril 2018       |
| 14 | 2019  | Hammamet      | Tunisie    | 26–31 mars 2019       |
| 15 | 2020  | Alger         | Algérie    | 4–9 février 2020      |
| 16 | 2022  | El Jadida     | Maroc      | 17–22 mai 2022        |
| 17 | 2023  | Hammamet      | Tunisie    | 15–20 mai 2023        |
| 18 | 2024  | Alexandrie    | Égypte     | 14–19 mars 2024       |
| 19 | 2025  | Casablanca    | Maroc      | 29 avril–4 mai 2025   |